# Флориан от Лорх
Свети Флориан (на немски: Florian von Lorch; на латински: Florianus), е римски християнин, живял през 3-4 век в земите на съвременна Австрия. Канонизиран е от Католическата църква и е почитан, като  патрон на Полша и на Северна Австрия, както и на на няколко професии – пожарникарите, пекарите, металурзите и коминочистачите. Чества се официално в деня на своята смърт – 4 май 304 г.

## Житие
Според житиетата, като младеж (предполага се, че е роден към 250 г., което го прави съвременник на Епохата на войнишките императори) Флориан е мобилизиран в армията на император Диоклециан. По-късно се занимава с набиране на войници за армията и с организиране на противопожарните бригади по местата, известни впоследствие, като Източна Бавария. През 304 г. действа в защита на преследвани легионери-християни, във връзка с което е измъчван и наказан със смърт. Екзекуцията му се състои в това, че с завързан около шията камък е хвърлен в река Енс (Северна Австрия), едноименна на по-късния град Енс, част от което е село Лорх (по времето на Флориан - римският военен лагер Лауриакум), където се случва мъченичеството му.

## Култ
Тялото му е намерено от вдовица на име Валерия, която го погребва.
В чест на Свети Флориан край лобното му място е изграден манастирът Св. Флориан, около който израства австрийското градче Санкт Флориан, в близост до град Линц, Австрия. По молба на полския княз Кажимеж II Справедливи, живял в периода (1138 –1194) мощите на Свети Флориан са пренесени и погребани в църква в Краков.